# Drymusidae
Drymusidae Simon, 1893 è una famiglia di ragni appartenente all'infraordine Araneomorphae.

## Caratteristiche
Questa piccola famiglia di ragni comprende un solo genere; di forma somigliano al genere Loxosceles della famiglia Sicariidae ma, contrariamente a questi, costruiscono una ragnatela e benché provvisti di ghiandola velenifera non sono pericolosi per l'uomo.

## Distribuzione
Le 12 specie di Drymusa sono diffuse dai Caraibi al Sudamerica; le 5 specie di Izithunzi sono state rinvenute in Sudafrica.

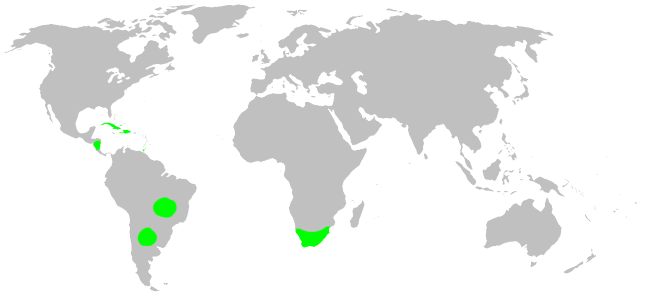
Drymusidae - distribuzione

## Tassonomia
Tassonomicamente sono raggruppati nella superfamiglia Scytodoidea insieme a Periegopidae, Scytodidae e Sicariidae.
Attualmente, a novembre 2020, la famiglia si compone di 2 generi e 17 specie:
- Drymusa Simon, 1891 - dai Caraibi al Sudamerica
- Izithunzi Labarque, Pérez-González & Griswold, 2018 - Sudafrica